# Muscleman
Cet article possède des paronymes, voir Musclor et Les Musclés.
Muscleman (キン肉マン, Kinnikuman) est un manga de type shōnen, publié à l'origine dans le Weekly Shonen Jump entre 1979 et 1987. Il a été créé par Yoshinori Nakai et Takashi Shimada, qui travaillent ensemble sous le nom de plume Yudetamago.
En 1985, la série remporte le prix Shōgakukan dans la catégorie enfant.
Face au succès du manga, une adaptation en anime de 137 épisodes diffusé entre le 3 avril 1983 et le 1er octobre 1986 au Japon, a vu le jour.
En France, il a été diffusé dans l'émission du Club Dorothée à partir du 22 mars 1989, avec un générique interprété par Bernard Minet. Toutefois, sur 104 ayant été doublés, seuls 49 épisodes ont été diffusés, le CSA ayant demandé l'arrêt de la série, en raison de la tenue d'un des personnages, interprétée comme un « symbole nazi présenté sous un jour favorable ».
Une seconde série de (47 épisodes), faisant directement suite à la première, a été diffusée entre 1991 et 1992.
Une troisième série a été produite en 2001, mettant en scène le fils de Muscleman, elle est l'adaptation de la suite du manga.
À l'occasion du quarantième anniversaire de la première série d'animation, une nouvelle adaptation animée, intitulée Kinnikuman Perfect Origin Arc (キン肉マン 完璧超人始祖編, Kinnikuman kanpeki chōjin shiso-hen), est produite et diffusée depuis juillet 2024. Elle adapte les histoires du manga débutant au tome 38.

## Synopsis
Prince héritier de la planète Muscla, Suguru (alias Muscleman), lorsqu'il n’est encore qu’un bébé, se voit par erreur projeté par le vide-ordures hors du vaisseau spatial de ses parents (confondu avec un porcelet), alors que celui-ci passe au large de la planète Terre.
De nombreuses années plus tard, Suguru a grandi, est devenu un citoyen japonais comme les autres, et occupe le poste de président du club des mangeurs de viande. Pourtant un événement va bouleverser sa routine, un engin spatial vient à s'écraser sur la terre, et son occupant, un petit être qui ressemble fort à Suguru, Mitsu, se présente à lui et lui révèle ses origines royales. Après avoir échoué dans sa tentative de ramener Muscleman sur sa planète natale, Mitsu va appuyer celui-ci dans sa quête de devenir un super héros.
Le problème est que Muscleman est particulièrement maladroit, très laid, un brin stupide et de surcroît peu courageux.
Héros mal-aimé, et tirant ses pouvoirs de la consommation d'ail, Muscleman tentera d'atteindre la reconnaissance en participant à des tournois de catch internationaux ou intergalactiques, où il se retrouvera confronté à d'autres super héros, tels que Terryman ou Robin des étoiles, qui seront parfois des alliés.
Il trouvera également sur sa route des supervilains en la personne de Dédé cubitus ou Pedro la rocaille, personnages passablement stupides, qui tenteront de dresser des embûches sur le chemin de Muscleman.
Parmi les personnages récurrents de la série, on compte aussi le père de Muscleman qui ne manquera pas de donner des coups de pouce à son rejeton, Mademoiselle Libellule (dont Muscleman est amoureux), les policiers, dont les interventions sont toujours à la limite de l'absurde et un présentateur télé bavard qui surgit à chaque fois de nulle part.

## Personnages
- Muscleman (キン肉マン, Kinnikuman?, en japonais)
- Mitsu (アレキサンドリア・ミート, Alexandria Meat?, en japonais)
- Marie (二階堂マリ, Nikaido Mari?, en japonais)
- Terryman (テリーマン?, en japonais)
- Mlle Libellule
- Dédé Cubitus (キン骨マン, Kinkotsuman?, en japonais)
- Robin des étoiles (ロビンマスク, Robin Mask?, en japonais)
- Noudleman
- Brokeman
- Ramenman
- Westerman
- Le Noiraud
- Pedro la rocaille
- Le père de Muscleman (キン肉真弓, Kinniku Mayumi?, en japonais)
- Le commissaire

## Manga

### Fiche technique
- Édition japonaise : Shueisha
  - Nombre de volumes sortis : 88
  - Date de première publication : 1979
  - Prépublication : Weekly Shōnen Jump
- Édition française : ?
  - Nombre de volumes sortis : ?
  - Date de première publication : ?
  - Format : 115 mm × 180 mm
  - 192 pages par volume

## Anime

### Première série

#### Fiche technique
- Réalisation : Yasuo Yamayoshi, Takenori Kawada, Tetsuo Imazawa
- Créateur original : Yudetamago
- Character design : Toshio Mori
- Musique : Shinsuke Kazato
- Studio d'animation : Tōei animation
- Licencié par :
  - Toei (Japon)
  - (inconnu) (France)
- Nombre d'épisodes : 
  -  Japon : 137
  -  France : 49 (diffusés) sur 104 (doublés)
- Durée : 22 minutes
- Date de première diffusion :
  -  : du 3 avril 1983 au 1er octobre 1986 sur Nippon Television
  -  : du 22 mars 1989 à avril 1990 sur TF1

#### Épisodes
1. Le Messager
2. Le Monstre du Loch-Ness
3. L'Attaque des monstres de l'espace
4. Mademoiselle Libellule
5. Musculator contre Dédé Cubitus
6. Musculator aux Jeux Olympiques (1re partie)
7. Musculator aux Jeux Olympiques (2e partie)
8. (Titre français inconnu)
9. Libellule devient une géante
10. Les choses se gâtent
11. Coup de théâtre
12. Musculator contre les chinois
13. Terryman se bat comme un diable
14. Muscleman va en finale
15. L'Enlèvement de Muscleman
16. La Transformation
17. Un héros sanguinaire
18. Le jour de la finale est arrivé
19. Muscleman part en tournée
20. Les Bottes secrètes
21. Les leçons de Kame Hame portent leurs fruits
22. Le Comité contre la ligue
23. Muscleman à Paris
24. Muscleman en Afrique
  1. Le Retour de Robin des étoiles
  2. Duel en Amazonie
25. (Titre français inconnu)
  1. Muscleman perd son titre
  2. Va-t-il le récupérer ?
  3. Le Grand Ami
  4. Chat échaudé craint l'eau froide
  5. L'Eau de feu
  6. Les super-héros s'entraînent au lancer du train
26. (Titre français inconnu)
  1. Muscleman se qualifie
  2. Le Pacte
  3. La Fourchette volante
  4. La Morsure fatale
  5. Brocken se déchaîne
  6. La Victoire de Muscleman
  7. Un ring en béton
  8. Brocken Junior se déchaîne
27. Ramenan se réveille
28. Ramenan est un vrai Superman
29. Catch ou Sumo
  1. Le Match au cercueil de la mort
  2. Le Robot combattant
  3. Les Griffes d'acier
  4. La Feinte du cornet de glace
30. Le Masque de Muscleman
31. L'Entraînement
32. Le Visage de l'innommable
  1. Muscleman a une tactique
  2. Muscleman va-t-il perdre la face ?
33. Le Point faible de Muscleman
34. Muscleman se ressaisit
35. Un combat sans merci
36. Miracle sur le ring
37. Le Superman du diable
38. Le Défi diabolique
  1. La Symphonie diabolique
  2. Le Compte à rebours
39. La Quatrième Dimension
40. Le Dôme solaire
41. Le Retour de Mister Muscleman
42. Le combat du bien et du mal s'engage
43. Ça va mal pour les défenseurs du bien
44. L'Inconnu en rouge
45. Warsman face à son destin
46. (Titre français inconnu)
47. Et il déplaça des montagnes
48. Le Combat contre Atlantis
  1. Sauve Mitsou, Muscleman
  2. Le Secret du masque d'or
49. Il pleut des coups durs
50. Le Superman satanique
51. La Ruse
52. Une belle leçon de loyauté
53. La Légende des deux masques
54. (Titre français inconnu)
55. Lunigator
56. Le Miracle de l'amitié
57. La Bataille des planètes
  1. Géronimo
  2. Descente aux enfers
  3. Les Cinq Rings de la mort
  4. Le Gladiateur contre-attaque
58. (Titre français inconnu)
59. La Défaite de Robin
60. Le Bras de Terryman
  1. Terryman risque sa vie
  2. Géronimo attaque
  3. La Pyramide infernale
  4. Géronimo l'invincible
  5. Le Secret du masque d'or
  6. Le Complot du monstre du mal
  7. Les Larmes de Warsman
  8. La Résurrection de Buffaloman
61. Le Triangle du diable
  1. Le Terrible Combat avec le gladiateur
  2. Buffaloman se rebiffe
  3. Un entraînement d'enfer
  4. Le Secret de l'origine des combats
  5. L'Armure mystérieuse
  6. (Titre français inconnu)
62. Les Diamants maudits
63. Le Mal contre la justice
  1. Muscleman contre le monstre du mal
  2. La Victoire de la justice et de l'amitié
64. Un tournoi très attendu
65. La Montagne du tournoi
66. Dans la quatrième dimension
  1. Combat dans la quatrième dimension
  2. Les Combattants parfaits
67. Le Tournevis infernal
  1. Qui est Gros Budo ?
  2. Qui est Neptune ?
  3. Le Masque arraché
  4. Robinmask contre Attacck ?
68. Le Nouveau Terryman
  1. Le Broyeur à cylindres
  2. Le Sable maléfique
69. (Titre français inconnu)
70. (Titre français inconnu)
71. Le Combat à mort
72. Les Muscleman contre-attaquent
73. L'Esprit des ténèbres
  1. Le Prince des démons
  2. L'Épouvantable balle de jeu
74. La Défaite du rouleaux maudits
75. (Titre français inconnu)
76. Une amitié comme on n'en fait plus

Les épisodes 105 à 137 n'ont jamais été doublés.

#### Doublage
La version française a été réalisée par le Studio SOFI.
- Michel Barbey : Muscleman
- Laurence Badie : Mitsu, Marie (voix de remplacement)
- Joëlle Fossier : Marie, Mademoiselle Libellule, Dédé Cubitus
- Gérard Berner : Terryman, Robin des étoiles, Noudleman, Brokeman, le noiraud
- Olivier Destrez : Ramenman, un des commentateurs sportifs
- Serge Lhorca : le père de Muscleman, Westerman, un des commentateurs sportifs
- Gérard Dessalles : le commissaire, Pedro la rocaille

Voix de remplacement
- Luc Bernard : Terryman
- Marc François : le commissaire, Pedro la rocaille

### Deuxième série

#### Fiche technique
- Réalisation : ??
- Créateur original : Yudetamago
- Musique : ??
- Studio d'animation : Toei
- Licencié par :
  - Toei (Japon)
  - inconnu (France)
- Nombre d'épisodes : 47
- Durée : 22 minutes
- Date de première diffusion :
  -  : du 6 octobre 1991 au 27 septembre 1992 sur Nippon Television
  -  : indéterminée

### Troisième série

#### Fiche technique
- Réalisation : ??
- Créateur original : Yudetamago
- Musique : ??
- Studio d'animation : Toei
- Licencié par :
  - Toei (Japon)
  - inconnu (France)
- Nombre d'épisodes : 51
- Durée : 22 minutes
- Date de première diffusion :
  -  : 9 janvier au 25 décembre 2002
  -  : indéterminée

### Kinnikuman Perfect Origin Arc(2024)
La production d'une nouvelle série d'animation est annoncée en septembre 2023 sur le compte Twitter du studio Production I.G, en prévision de la commémoration du 40e anniversaire de la série initiale, sortie en avril 1983. Elle doit adapter l'arc « Perfect Chо̄jin Origin » du manga original. La diffusion commence le 7 juillet 2024 à la télévision japonaise avec un « épisode 0 » récapitulant les séries précédentes.

## Produits dérivés

### Jeux vidéo
Les jeux vidéo adaptés de la série ne sont pas sortis en Europe[réf. nécessaire]. Néanmoins, ils bénéficient d'une excellente critique, tant au Japon qu'aux États-Unis.
L'entreprise japonaise Bandai distribue un dérivé de Muscleman nommé Tag Team Match: MUSCLE sur Nintendo Entertainment System en 1986. Il s'agit d'un jeu de catch mettant en scène les différents personnages du manga.

### Autres
Une série de figurines à collectionner a été créée et produite en dehors du Japon de manière indépendante de la série, notamment en France sous le nom : « des Cosmix ». Ces mêmes jouets ont aussi été distribués en Italie et aux États-Unis, respectivement sous les noms de « Exogini » et « Muscle ».[réf. nécessaire]